# 中科院 (小惑星)
中科院 (7800 Zhongkeyuan) は、1996年3月11日に興隆観測基地の北京天文台CCD小惑星観測プログラムによって発見された小惑星帯の小惑星である。中国科学院の創立50周年を記念して命名された。